# Maurice Varet
Ne doit pas être confondu avec Maurice Varret.
Maurice Varet, né le 10 novembre 1908 à Paris et décédé le 30 janvier 1985 au Port-Marly, est un ancien pilote automobile français, essentiellement sur circuits durant la seconde moitié des années 1940 après une interruption par le deuxième conflit mondial.

## Biographie
Il fit carrière en sport automobile entre 1938 (Mille Miglia) et 1950 (12 Heures de Paris), sur Delahaye, Alfa Romeo, Delage, et de nouveau Delahaye.
Après une prometteuse quatrième place aux Mille Miglia associé à René Dreyfus pour l'Écurie Bleue avant la guerre sur une Delahaye 145 Sport (les deux équipiers étant gênés par un radiateur d'eau percé pour finir leur course, alors qu'ils étaient en deuxième position à leur arrivée à Rome), il dispute cinq Grand Prix entre 1946 et 1947, se classant huitième lors du Grand Prix automobile de France, fin septembre 1947 avec Pierre Meyrat pour partenaire dans une Delahaye 135 S, mais son meilleur résultat est une victoire au Challenges AGACI (nl) disputé sur l'Autodrome de Linas-Montlhéry au début du mois de juin de la même année, sur Delage. Il fut aussi sixième lors du Grand Prix de Nice en 1946 avec une 8C 2300, obtenant la même place aux 24 Heures de Spa en 1948 sur la Delage D6 3L. d'Auguste Veuillet avec lequel il était alors équipier.
Il est inhumé au cimetière ancien de Saint-Germain-en-Laye.